# Triplophysa rosa
Triplophysa rosa és una espècie de peix de la família dels balitòrids i de l'ordre dels cipriniformes.

## Morfologia
- Cos sencer sense escates i incolor.
- Els mascles poden assolir els 5,6 cm de longitud total.
- 12 radis tous a l'aleta dorsal i 9 a l'anal.
- Ulls vestigials.
- Aleta dorsal amb 9 radis ramificats, pectoral amb 12, pelviana amb 7, anal amb 6 i caudal amb 7+7.
- L'extrem de l'aleta pelviana depassa el nivell vertical de l'anus.
- Aleta caudal força bifurcada.[1][2][3]

## Hàbitat i distribució geogràfica
És un peix d'aigua dolça, demersal i de clima subtropical, el qual es troba a la cova Dongba (Txungking, la Xina).